# Effet chocolat chaud

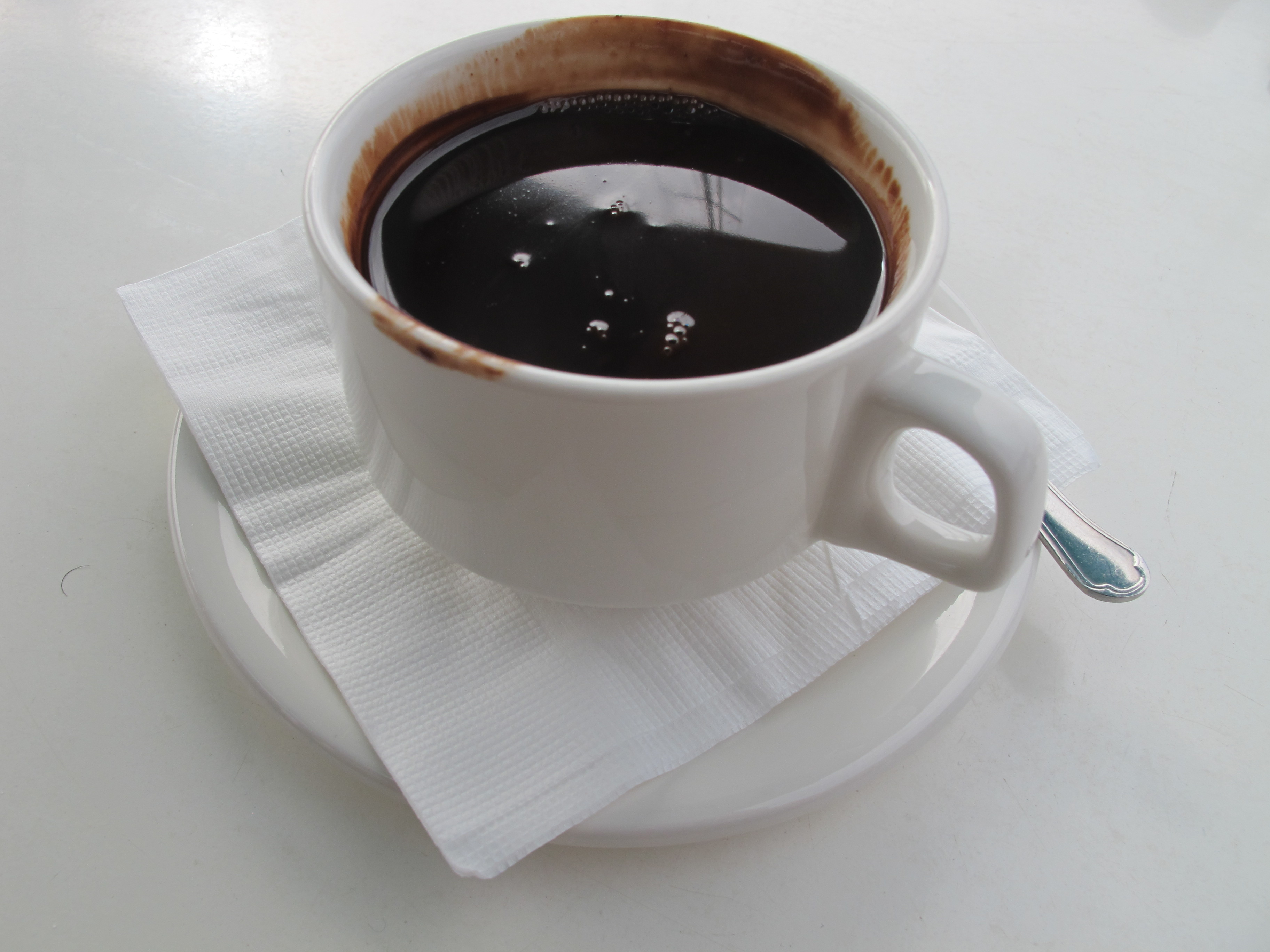
Une tasse de chocolat chaud.

L'effet chocolat chaud, ou plus rarement effet allasonique, est un phénomène de mécanique ondulatoire que l'on reproduit en touillant un liquide mousseux et en tapant au fond du récipient de manière répétée : on observe que le son produit devient de plus en plus aigu.

## Histoire
Ce phénomène est documenté dès 1969 par Farrell et al. concernant le son produit en tapant le fond d'une tasse de café instantané avec une cuillère. Il est à nouveau évoqué en 1977 par Jearl Walker dans la revue Scientific American et dans son ouvrage The Flying Circus of Physics (en) ; Walker note que le phénomène peut également être observé avec de la bière,.
Le phénomène ne trouve son nom actuel qu'en 1982, lorsqu'il est décrit dans le chocolat chaud par Frank S. Crawford.
Crawford poursuit ses recherches sur le sujet et publie en 1990 un article montrant que le phénomène peut aussi être obtenu en ajoutant du sel dans de l'eau chaude sursaturée en air, ou dans de la bière froide sursaturée en dioxyde de carbone. Jearl Walker reprend ces travaux, citant à son tour le sel dans la bière, dans la réédition de 2007 de The Flying Circus of Physics (tout en avertissant que c'est « juste mal »).

## Explication physique
Cet effet est expliqué par les variations de la vitesse du son dans le liquide dues à la présence de bulles de gaz.
Le son entendu vient de la propagation dans l'air environnant d'une onde stationnaire présente dans le liquide, dont la longueur d'onde {\displaystyle \lambda } est fixée par la taille du récipient. Par conséquent, la fréquence {\displaystyle f} du son (donc sa « note ») dépend uniquement de sa vitesse {\displaystyle v} dans le liquide, selon la relation :
{\displaystyle f={\frac {v}{\lambda }}}.
La présence de bulles de gaz (compressible) dans le liquide (incompressible) diminue fortement cette vitesse. Donc le son parait plus grave (c.-à-d. fréquence moins élevée), puis de plus en plus aigu à mesure que les bulles remontent et disparaissent quand on tape.
Ce phénomène se produit dans les liquides mousseux comme le chocolat chaud ou le café en percolateur. 